# Bertrand Van der Schelden
Bertrand Van der Schelden, geboren Edmond Van der Schelden (Rumbeke, 7 maart 1884 – Gent, 3 februari 1964), was een Belgisch rooms-katholiek priester, kapucijn en historicus. Hij schreef soms onder het pseudoniem Petrus Arthur Van Rossem.

## Levensloop
Edmond was een zoon van Karel Van der Schelden en van Melanie Olivier. Rond de eeuwwisseling trad hij in bij de minderbroeders-kapucijnen. Op 21 december 1907 werd hij tot priester gewijd. Tot aan zijn dood bleef hij trouw aan de orde van de minderbroeders-kapucijnen. Zoals zijn medebroeders doorliep hij het curriculum van activiteiten in het geloofsonderricht, de zielzorg en de organisatie van de eigen orde, met inbegrip van het verstrekken van onderwijs aan jonge medebroeders.
De Eerste Wereldoorlog betekende een onderbreking in het kloosterleven. In 1914 trok pater Bertrand naar Poperinge en nam er dienst als aalmoezenier in het Brits-Belgisch hospitaal van koningin Elisabeth. In april 1915 begeleidde hij een vluchtelingentrein met weeskinderen vanuit Poperinge naar Parijs. Begin februari 1917 werd hij opgeroepen voor legerdienst en naar het militaire kamp Auvours gestuurd. Na vier weken opleiding kreeg hij het diploma van brancardier en werd als ziekenverpleger overgeplaatst naar het Cabourhospitaal in de duinen van Adinkerke. Hij ontmoette er een vroegere medestudent, ondertussen hoogleraar aan de KU Leuven, professor Léon van der Essen, die kabinetschef was geworden van eerste minister Charles de Broqueville en hoofd van het Belgisch Documentatiebureau dat de regering bijstond in Le Havre. Van der Essen vond dat Van der Schelden nuttiger dienst kon bewijzen dan als verpleger, en deed hem overplaatsen. Zo kwam hij terecht in het Belgisch Documentatiebureau, waaraan hij verbonden bleef tot in mei 1919. Hij kon meteen gedeeltelijk de studies hervatten die hij voor de oorlog begonnen was.
Hij was immers al voor de oorlog door zijn oversten naar universitaire studies gericht. Hij bekroonde die in 1921 aan de Katholieke Universiteit Leuven met de graad van doctor in de morele en historische wetenschappen. Zijn doctoraatsverhandeling behandelde een ongewoon onderwerp, zeker voor een kapucijn, namelijk de vrijmetselarij. Dit berustte op de toevalligheid dat Van der Schelden er achter was gekomen dat de paters jozefieten in de bibliotheek van hun college in Melle een volledig archief bewaarden van de achttiende-eeuwse vrijmetselaarsloge La Discrète Impériale, waar hij de beschikking over kreeg. De verhandeling werd gepubliceerd en werd algemeen begroet als een wetenschappelijk verantwoorde, vernieuwende en historisch correcte en evenwichtige studie.
Van der Schelden had toen ook al een werk gepubliceerd, gebaseerd op gegevens die hij bij de geheime diensten in Le Havre had vernomen, waarin hij de Duitse plannen uiteenzette die ze met België hadden, waarbij ze er vooral op uit waren de Vlaamse gewesten aan hun kant te krijgen en weldra te annexeren. Van der Schelden was zeker geen sympathisant van de activisten. Het belet niet dat hij tegen het einde van zijn leven nog een blijk van Vlaamsgezindheid gaf door een studie te wijden aan de gebroeders Van Raemdonck, en die door het IJzerbedevaartcomité te doen publiceren.

## Straatnaam
Er is een Edmond Van der Scheldenstraat in Rumbeke-Roeselare.

## Publicaties
- Christus' Paladijn, drama in vijf bedrijven over de heilige Franciscus, 1918.
- Duitschland en Vlaanderen: wat Duitschland met Vlaanderen voorhad, met een inleiding door prof. Leo van der Essen, Brugge, Verbeke-Loys, 1919.
- La franc-maçonnerie belge sous le régime autrichien (1721-1794) : Étude historique et critique, Leuven, 1923.
- Te saam vereend: De ideale broederliefde der gebroeders Van Raemdonck, Kaaskerke, Bedevaart naar de Graven van den IJzer, 1957.